# Schwarzberg (Oberösterreichische Voralpen)
Der Schwarzberg ist ein 838 m ü. A. hoher Gipfel in den Oberösterreichischen Voralpen.

## Lage und Landschaft
Der Schwarzberg liegt zwischen Ennstal und Kleinramingtal, an der Grenze der Gemeinden Garsten und St. Ulrich bei Steyr.
Er ist ein nordwestlicher Vorberg des randalpinen Spadenberg-Massivs (1000 m ü. A.).
Der Spadenberg-Kamm läuft Ost–West über den Plattenberg (919 m ü. A.) zum Willeitenberg (837 m ü. A.), der Nebenkamm von diesem nordwärts über den Schwarzberg und Braschenberg (787 m ü. A.) zum ebenfalls wieder Ost–West-streichenden Kamm des Dambergs (807 m ü. A.), der sich schon über der Stadt Steyr erhebt. Diese Berge werden ortsüblich zu den Enns- und Steyrtaler Flyschbergen gerechnet.
Westlich fließt der Dambach (Rädlbach) mit dem nördlichen Nebengraben Höllbach zur Enns (Fluss), dort liegt die Garstener Ortschaft [Unter-]Dambach. Östlich gehen zwei kleine Gräben, Riedlgraben und Moosbach, zum Kleinkohlergraben im Kleinramingtal, mit der gleichnamigen Ortslage von St. Ulrich.

## Erschließung
Der Berg ist leichtes voralpines Wander- und Mountainbike-Gebiet.
Das Gipfelkreuz erinnert an die Hochwasserkatastrophe von 1959 in Dambach.